# Casimir-Guillaume de Hesse-Hombourg
Casimir Guillaume de Hesse-Hombourg (23 mars 1690 à Weferlingen – 9 octobre 1726 à Hötensleben) est un prince de Hesse-Hombourg.

## Biographie
Casimir Guillaume est le plus jeune fils du comte Frédéric II de Hesse-Hombourg (1633-1708), le célèbre Prince de Hombourg, de son second mariage avec Louise-Élisabeth de Courlande (1646-1690), la fille du duc Jacob Kettler. Il est éduqué ainsi que son demi-frère Georges Louis, né du troisième mariage de Frédéric II avec la comtesse Sophie-Sybille de Leiningen-Westerbourg (1656-1724). Lors d'une visite à son cousin, le duc Frédéric-Guillaume de Mecklembourg-Schwerin la passion de la chasse, qu'il partage avec son père et ses frères, s'est éveillée en lui.
Comme son frère aîné, Frédéric III de Hesse-Hombourg et ses deux fils le précèdent dans la ligne de succession, il opte pour une carrière militaire et combat en 1708 dans un régiment de Mecklembourg sous Eugène de Savoie-Carignan. Au début de 1715, il entre dans l'armée suédoise sous les ordres de Charles XII. Au début de l'été, il est fait prisonnier à Wismar et quitte l'armée.
En 1718, les princes de Hesse-Hombourg divisent certaines propriétés par tirage au sort. Casimir Guillaume reçoit le manoir d'Hötensleben. Il possède aussi la Maison Sinclair en face du Château de Bad Hombourg.
Il laisse un journal de chasse, qui décrit sa passion pour la chasse et les chevaux.

## Mariage et descendance
Il se marie le 9 octobre 1722 à Braunfels avec Christine-Charlotte de Solms-Braunfels (1690-1751), fille du comte Guillaume-Maurice de Solms-Braunfels. Ils ont trois enfants:
- Frédéric IV de Hesse-Hombourg (1724-1751), landgrave de Hesse-Hombourg, marié en 1746 à la comtesse Ulrique-Louise de Solms-Braunfels (1731-1792)
- Eugène (1725-1725)
- Ulrique Sophie (1726-1792)